# Космически топки
„Космически топки“ (на английски: Spaceballs) е американска фентъзи кинокомедия от 1987 година на режисьора Мел Брукс, пародия на филмите „Междузвездни войни“.

## Сюжет
Внимание:  Текстът по-долу разкрива сюжета на произведението (или части от него)!
Жителите на планетата „Космически топки“, водени от президента Скруб, са погубили атмосферата ѝ. Сега чистият въздух на планетата се продава в кенчета, както бира. За да разреши този проблем, президентът Скруб изпраща огромен военен кораб, командван от зловещия лорд „Тъмния Шлем“, на планетата Друидия, за да открадне нейната скъпоценна атмосфера. Междувременно Роланд, крал на Друидия, се опитва да даде единствената си дъщеря Веспа на последния принц в Галатия, тъпия и спящ принц Валиум. Принцесата изобщо не харесва Валиум и бяга направо от сватбата със своя дроид Дот Матрицата. В космоса, Веспа и прислужницата са почти заловени от „Тъмния Шлем“, но в последния момент са спасени от Лоун Стар.
Лоун Стар, безгрижен авантюрист, заедно с приятеля си Барф пресичат просторите на Галактиката в стар камион. Тъй като Стар дължи на опасния гангстер Пица Харт огромна сума, когато крал Роланд му се обажда и го моли да спаси принцесата, Лоун с радост се съгласява. Така Веспа и нейният дроид се озовават на товарния кораб на Стар. Военният кораб на „Тъмния Шлем“, включвайки максималната възможна скорост, се втурва в преследване на бегълците, но те успяват да се скрият и да кацнат на пустинна планета. Преминаването през безводната и гореща пустиня изчерпва всякаква сила и изглежда, че смъртта е неизбежна, но в този момент героите са открити от слуги на великия майстор Йогурт, които приличат на гноми, които (както лорд „Тъмния Шлем“) могат да контролират силата на „Шварц“.
Чрез гледане на „пиратска“ (т.е. пусната преди излизането на филма) видеокасета „Космически топки“, „Тъмния Шлем“ открива къде са бегълците. Той, заедно с голяма армия, каца на планетата и открива жилището на Йогурт. През нощта, преструвайки се на крал Роланд, лорд „Шлем“ отвлича принцесата. След като овладява голямата сила на „Шварц“ с помощта на Йогурт, Лоун Стар решава да я спаси. Освен това великият магистър обеща на Стар, че скоро ще разбере какво пише на медальона, който Лоун носи от раждането си.
Боен кораб се приближава до планетата Друидия и „Тъмния Шлем“ изнудва крал Роланд, че ако не им даде паролата за защитния щит, който покрива атмосферата на планетата, „Шлем“ ще върне на принцеса Веспа стария ѝ нос отпреди пластичната операция. Уплашен, Роланд издава паролата: 12345 и „Тъмния Шлем“ незабавно дава заповед за започване на операцията. Военният кораб се превръща в гигантска прислужница, която използва прахосмукачка, за да изсмуче атмосферата на Друидия, но тогава се намесва Лоун Стар. С помощта на пръстена „Шварц“, даден му от Йогурт, Стар успява да изключи прахосмукачката и въздухът се връща. „Тъмния Шлем“ влиза в битката със Стар. Те се бият със светлинни мечове, които растат от пръстените им. Лорд „Шлем“ измамва Стар и го изхвърля от ринга. Изглежда, че всичко е свършило, но Лоун си спомня инструкцията на мъдр Йогурт – „Шварц си ти самият!“. С помощта на силата „Шварц“ Стар привлича огледало, стоящо на рафт, и отразява с него лъч от пръстена „Тъмния Шлем“. Той поема мощен удар в слабините и удря главата си в бутона за самоунищожение, след което зловещият космически кораб от планетата „Космически топки“ избухва. Останките на кораба с лорда, полковник Сандурц и президент Скруб се разбива в Планетата на маймуните.
Въпреки блестящата победа над „Шлем“ и приятното съобщение, че Пица Харт е намерен мъртъв (той се е самоизял, значи вече няма дълг), Лоун Стар е много разстроен – принцеса Веспа трябва, според друидския обичай, да се омъжи за незначителния принц Валиум. Но тогава Стар си спомня тайната бисквитка, която е получила от Йогурт. След като счупва бисквитката, Лоун чете посланието на мъдреца. Оказва се, че Йогурт е разшифровал странния надпис на амулета на Стар и сега съобщава на Лоун, че Стар всъщност е истинският принц. Щастлив, Лоун Стар незабавно обръща космическия камион и отлита за Друидия, където скоро се състои сватбата му с принцеса Веспа.

## Актьорски състав
| Актьор         | Роля |
| -------------- | --- |
| Бил Пулман     | Лоун Стар или „Самотна звезда“ – авантюрист и шофьор на космически камион. Този герой е пародия на Хан Соло и Люк Скайуокър, събрани в едно. Той е кръстен на държавното знаме на Тексас (The Lone Star Flag) и ранния герой на Айзък Азимов Лъки Стар. |
| Джон Кенди     | Барф – помощник на Лоун Стар (получовек, полукуче). Той е пародия на Чубака. |
| Дафне Зунига   | принцеса Веспа – разглезената принцеса на планетата Друидия. Тя е пародия на принцеса Лея Органа. |
| Лорен Ярнелл   | Дот Матрицата – дроид прислужница на принцеса Веспа. Тя е пародия на C-3PO. |
| Джоан Ривърс   | гласът на Дот Матрицата |
| Рик Моранис    | лорд „Тъмния Шлем“ – главнокомандващ на въоръжените сили на „Космически топки“, който може да владее „задната страна“ на „Шварц“. Той е пародия на Дарт Вейдър.                                                                                         |
| Мел Брукс      | великият майстор Йогурт – мъдрият и могъщ пазител на „Шварц“. Той е пародия на Йода. |
| Мел Брукс      | президентът Скруб – некомпетентният лидер на планета „Космически топки“. Той е пародия на император Палпатин. |
| Джордж Уайнер  | полковник Сандурц – военен командир на планета „Космически топки“. Той е пародия на Гранд Моф Таркин, с името на основателя на Kentucky Fried Chicken и героя от „Апокалипсис сега“ полковник Курц.                                                     |
| Дик Ван Патън  | крал Роланд – владетел на планетата Друидия и баща на принцеса Веспа |
| Майкъл Уинслоу | радарен техник, който може да възпроизвежда звуците на радара |
| Рони Греъм     | министър |
| Джим Дж. Бълок | принц Валиум – последният принц в Галатика и годеник на принцеса Веспа |
| Лесли Бевис    | командир Циркон |
| Санди Хелбърг  | д-р Ървинг Шлоткин |
| Бренда Стронг  | Гретхен – медицинска сестра и асистентка на д-р Шлоткин |
| Дом ДеЛуиз     | гласът на Пица Хът – престъпен бос, направен от пица. Той е пародия на Джаба Хътянина. |
| Руди Де Лука   | Вини – роботизиран подчинен на Пица Хът. Той е пародия на тв звездата от 80-те Макс Хедрум. |
| Ронда Шиър     | сервитьорка |

## Интересни факти
- Сцената, в която „Тъмния Шлем“ играе със своите кукли, не е в сценария. Мел Брукс измисля идеята на снимачната площадка и я представя на Рик Моранис, който след това импровизира цялата сцена, включително диалога.
- По време на своята сцена актьорът Майкъл Уинслоу сам прави всички звукови ефекти. По-късно Мел Брукс се шегува, че Майкъл е спестил около 1000 долара с това.
- Режисьорът на създателя на Star Wars Джордж Лукас получава възможността да прочете сценария преди началото на продукцията и го хареса толкова много, че компанията на Лукас за специални ефекти Industrial Light & Magic помага на Мел Брукс да направи филма. В телевизионно интервю от 2013 г. Брукс заявява, че лично е получил пълното разрешение на Джордж Лукас да пародира всичко, свързано с „Междузвездни войни“, с едно условие: не могат да се произвеждат или продават никакви стоки или сувенири, свързани с филма.
- „Замъкът на краля“ в Друидия е известният замък на Лудвиг II Нойшванщайн в Бавария. С помощта на специални ефекти той е боядисан с матов цвят и към него са „добавени“ допълнителни рампи.
- Името на президента Скруб (англ. „Skroob“) е анаграма на фамилното име на Мел Брукс (англ. „Brooks“).
- Актьорът Рик Моранис предлага Джон Кенди за ролята на Барф.
- „Силата на Шварц“ под формата на светлинни мечове е фалична алюзия: тя също играе на сходството на думата „черен“ (на немски: schwarz) с евфемизма на пениса на идиш („Schwanz“) и също така известна американска фирма за играчки „Schwarz“.
- Пришълецът, който изскача от гърдите на Джон Хърт и започва да пее „Hello My Baby“ и да танцува с шапка и бастун, е пародия на анимационния герой – жабата Мичиган Дж. Фрог.
- Когато президентът Скруб среща близнаците Галъп, той им нарежда да „дъвчат дъвка“. Това е връзка към рекламата на „Doublemint“ с участието на близнаците.
- Костюмът на Барф е контролиран от трима души. Джон Кенди контролира опашката на Барф с помощта на малко дистанционно, скрито в „лапата“, докато двама асистенти контролират „ушите“. Костюмът се захранва от батерия с тегло около 13 килограма, която Кенди носи на гърба си.
- В сцената, в която „Тъмния Шлем“ гледа пиратско копие на този филм, рафтът с видеокасети съдържа всички филми на Мел Брукс, създадени до този момент.
- Когато „Тъмния Шлем“ попита колко задници има на борда, само един човек на моста не се изправя и вдига ръка.
- В сцената, в която героите се разхождат през пустинята, се изпълнява основната тематична музика от филма „Лорънс Арабски“.
- На Мел Брукс му отнема шест месеца, за да напише сценария за този филм.
- Лоун Стар казва, че е роден „някъде във Ford Galaxy“. Това е двоен намек: към модела автомобил Ford Galaxy 500 и към Харисън Форд, един от главните герои на „Междузвездни войни“.
- Името на принцесата „Веспа“ също е шега на Брукс. На италиански „Веспа“ е оса, а на американския жаргон терминът WASP може да означава „бял заможен образован човек“ (White Affluent Schooled Person).
- Tesla Motors използва скоростите на космическите кораби от филма (Light Speed, Ridiculous Speed, Ludicrous Speed, Plaid Speed) като вдъхновение за режимите на ускорение в своите превозни средства.
- Номерът на „Мерцедес“-а на принцеса Веспа „SPOYLD ROTTN 1“.
- Dot Matrix е името на компютърен принтер, който е бил много популярен сред персоналните компютри през 70-те и 80-те години на 20. век, преди изобретяването на мастилено-струйните и лазерни принтери.
- Думата „fuck“ е използвана само веднъж във филма. Говори се от „Тъмния Шлем“, когато той, президентът Скруб и полковник Сандурц се опитват да прекъснат текущата процедура за самоунищожение.
- „Валиум“ е търговската марка на хапчето за сън „Диазепам“. Изразът „Имам среща с принц Валиум“ означава, че човекът приема това лекарство и си ляга. Ето защо във филма принц Валиум непрекъснато се прозява и заспива.
- Бластерите, използвани от щурмоваците, всъщност са карабини Calico M100 с прикрепен прицел.
- Първоначално героят на Барф е проектиран с маска за цялото лице, която изглежда като набръчкан булдог, но Мел Брукс не го харесва: „Ако ще крият Джон Кенди зад маската, тогава мога да наема някой друг за половин цена.“ Тогава гримьорите се опитват да направят фалшив нос и горна устна. Кенди го харесва, но Брукс отново не. В резултат на това Барф получава контролируеми „рошави уши“, малък кучешки нос и петна върху едното око.
- Безкрайно дългият звездолет в началото на филма отнема една минута и тридесет и две секунди, за да прекоси най-накрая екрана.
- Началните надписи завършват с надпис с много дребен шрифт: „Ако можете да прочетете това, нямате нужда от очила“.
- „Плаещата“ кола, управлявана от „Тъмния Шлем“ по време на сцената в пустинята, е Volkswagen „Thing“ от Втората световна война.
- Когато трансформира космически кораб в гигантска прислужница с прахосмукачка, „Тъмния Шлем“ командва: „Започнете метаморфоза, паролата е Кафка“. Това е препратка към разказа на Франц Кафка „Метаморфозата“, в който човек се превръща в огромно насекомо.
- Във филма има сцена с пародия на филма „Пришълецът“ с чудовище, изскачащо от стомаха на героя, който, подобно на „Пришълецът“, се играе от Джон Хърт и неговото име, както във филма, е Кейн. След като Пришълецът изскача, Кейн крещи „Не това отново!“
- Това е най-скъпият филм, режисиран от Мел Брукс. Бюджетът му е 22,7 милиона долара.
- Във филма има сцена с пародия на филма „Голямата разходка“ с Луи дьо Фюнес, в която кривогледият редник „Морон“ стреля иронично по „Мерцедес“-а на принцеса Веспа.
- За актрисата Лорън Ярнел са създадени цели шест костюма на Dot Matrix. В крайна сметка по време на снимките всички те са износени от употреба и счупване. За снимките на закрито краката на „Дот“ са снабдени с ролкови кънки, докато за пустинята на актрисата бяха дадени равни обувки. Лицето на „Дот“ е направено подобно на лицето на актрисата Джоан Ривърс, която озвучава този герой.
- Сцената, в която гигантската прислужница изсмуква атмосферата от планината на планетата Друидия, е пародия на логото на Paramount Studios.
- Първоначално ролята на Лоун Стар е планирана за актьора Джеймс Каан, но точно през този период той има сериозни проблеми, свързани с употребата на алкохол, и затова ролята е дадена на малко познатия тогава Бил Пулман.
- Кутията за зърнени храни на кораба „Космически топки“ казва, че зърнените култури съдържат „100% захар“.